# Nyíregyháza
Nyíregyháza er en by i det nordøstlige Ungarn med 115.359(2024) indbyggere. Byen er hovedstad i provinsen Szabolcs-Szatmár-Bereg og er hvert år vært for den store musikfestival Nyírségi Ősz.
Navnet Nyíregyháza er ungarsk for "Fuglenes kirke".